# Желіславічкі
Желіславічкі (пол. Żelisławiczki) — село в Польщі, у гміні Сецемін Влощовського повіту Свентокшиського воєводства.
Населення — 380 осіб (2011).
У 1975-1998 роках село належало до Ченстоховського воєводства.

## Демографія
Демографічна структура на день 31 березня 2011 року:
|          | Загалом | Допрацездатний вік | Працездатний вік | Постпрацездатний вік |
| -------- | ------- | ------------------ | ---------------- | -------------------- |
| Чоловіки | 183     | 38                 | 128              | 17                   |
| Жінки    | 197     | 26                 | 120              | 51                   |
| Разом    | 380     | 64                 | 248              | 68                   |